# Geertruid Adriaansdochter
Geertruid Adriaansdochter, född i Wormer, död 28 juni 1573 i IJpesloot, nära Amsterdam, var en nederländsk bonde och katolsk martyr. 
Hon var gift och hade barn. Under belägringen av Amsterdam 1573 försökte hon ta sig in i staden per båt med mat till sin bror, en katolsk präst. Hon tillfångatogs och förhördes av ett uppbåd protestantiska bönder, som avrättade henne som katolik genom hängning. Hennes död användes flitigt i den tidens propaganda och har även skildrats i litteraturen.   